# 한동로 (포항시)
한동로(Handong-ro)는 대한민국의 경상북도 포항시 북구 흥해읍 중심부를 연결하는 도로이다.

## 노선 경로
- 흥해사거리
  - 국도 제7호선 (동해대로), 신흥로
- 사거리 명칭 미상
  - 흥해로
- 삼거리 명칭 미상
  - 중성로
- 사거리 명칭 미상
  - 삼흥로
- 남송교
- 교차로 명칭 미상
- 영일만대로